# PaPaul
PaPaul was een humoristisch Nederlands televisieprogramma gepresenteerd door Paul de Leeuw dat van 2003 tot en met 2005 op tv te zien was.

## Concept

### Seizoen 1
In het eerste seizoen werd het programma gebracht als een parodie op de op dat moment zeer populaire realitysoapseries, met daar tussenin verschillende sketches (gebracht op de televisiemonitor in het 'huis' van De Leeuw) met nieuwe typetjes als Ada Stoep van Loon (de koningshuiskenner met een nogal hoog enthousiasme) en SMSmee (de belspelbabe aan het eind van iedere aflevering) die ook een eigen reality-soap kreeg maar die na één uitzending al van de buis gehaald werd. Oude vertrouwde typetjes Bob de Rooij en Annie de Rooij maakten hun langverwachte terugkeer. Het programma werd in het eerste seizoen ook zonder publiek opgenomen, afgezien van vijf afleveringen in januari.

### Seizoen 2
In het tweede seizoen werd het roer omgegooid: Omdat de kijkcijfers tegenvielen werd besloten om iedere uitzending op te nemen met publiek in de studio. Het reality gehalte werd verlaagd en het was nu meer een amusementsprogramma. Bob en Annie de Rooij presenteerden iedere vrijdag als parodie op RTL Boulevard 'De Oude Koeien uit de showbizz sloot show' en Ada Stoep van Loon verdween uit het programma. SMSmee bleef iedere uitzending haar vraag stellen en omdat De Tokkies, een asociale familie, erg populair was zat er in veel afleveringen een onderdeel met de _okkies, waarbij iedere sketch één of twee andere letters voor de O zat (bijvoorbeeld Mokkies, Gokkies, Vlokkies, Klokkies). Iedere vrijdag werd er teruggeblikt op oude programma's van De Leeuw, en was er een afterparty die 'live' op internet te zien was na afloop van de reguliere uitzending.

### PaPaul live
In de laatste dertien weken was er iedere vrijdagavond een live aflevering vanuit Weesp (waar later ook Mooi! Weer De Leeuw vanuit opgenomen zou worden) die het, volgens velen, oude Schreeuw van de Leeuw gevoel weer terugbracht. Iedere aflevering waren Bob en/of Annie terug met een nieuwe sketch, optredens van bekende gasten en gesprekken met (on)bekende Nederlanders. Omdat dit zo'n succes was werd besloten om de serie voort te zetten met een ietwat ander concept maar in dezelfde studio. Dat werd Mooi! Weer De Leeuw.